# Chapelle du tsarévitch Nicolas Alexandrovitch de Russie (Marioupol)
La chapelle du tsarévitch Nicolas Alexandrovitch de Russie est un ancien édifice religieux orthodoxe de style russo-byzantin située à Marioupol en Ukraine.

## Histoire
La chapelle du tsarévitch était une chapelle érigée par le tsar Alexandre III pour commémorer le sauvetage de son fils Nicolas Alexandrovitch de Russie (futur tsar Nicolas II) le 28 avril 1891 par le prince Georges de Grèce, le cousin de Nicolas, lors de l'attentat d'Ōtsu au Japon[réf. souhaitée]. Construite sur l'emplacement de l'ancienne église Sainte-Marie-Madeleine détruite, au cœur de Marioupol,,,,, la chapelle est consacrée le 5 mai 1895. Elle est finalement démolie en 1934 par les autorités soviétiques.

## En images

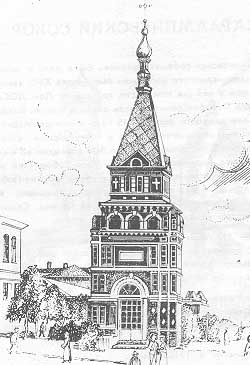
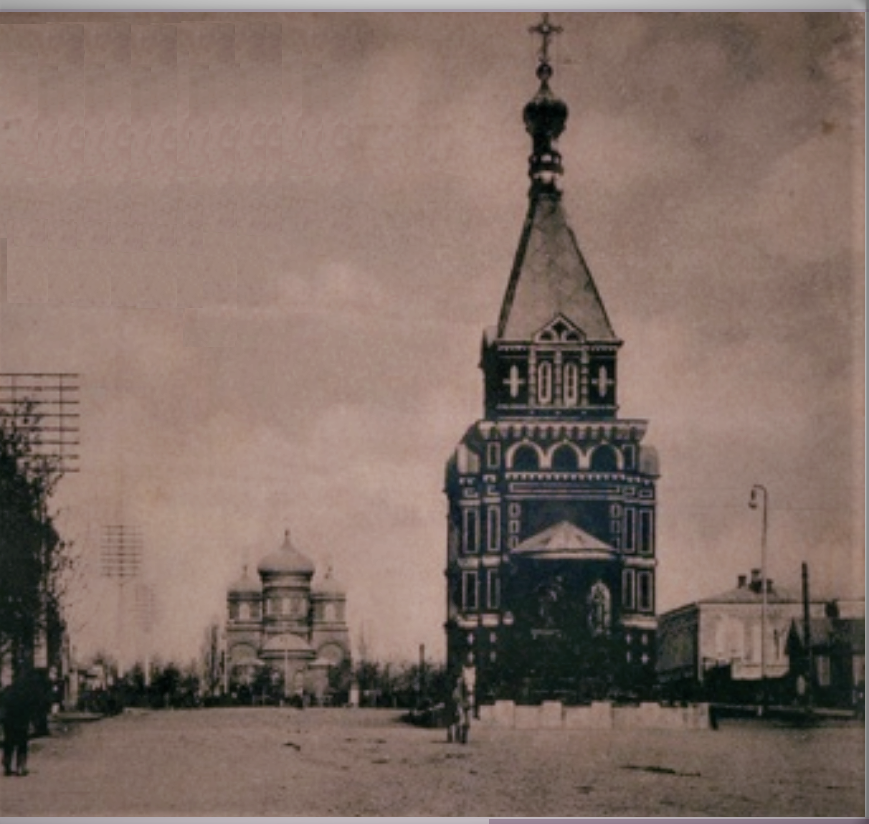
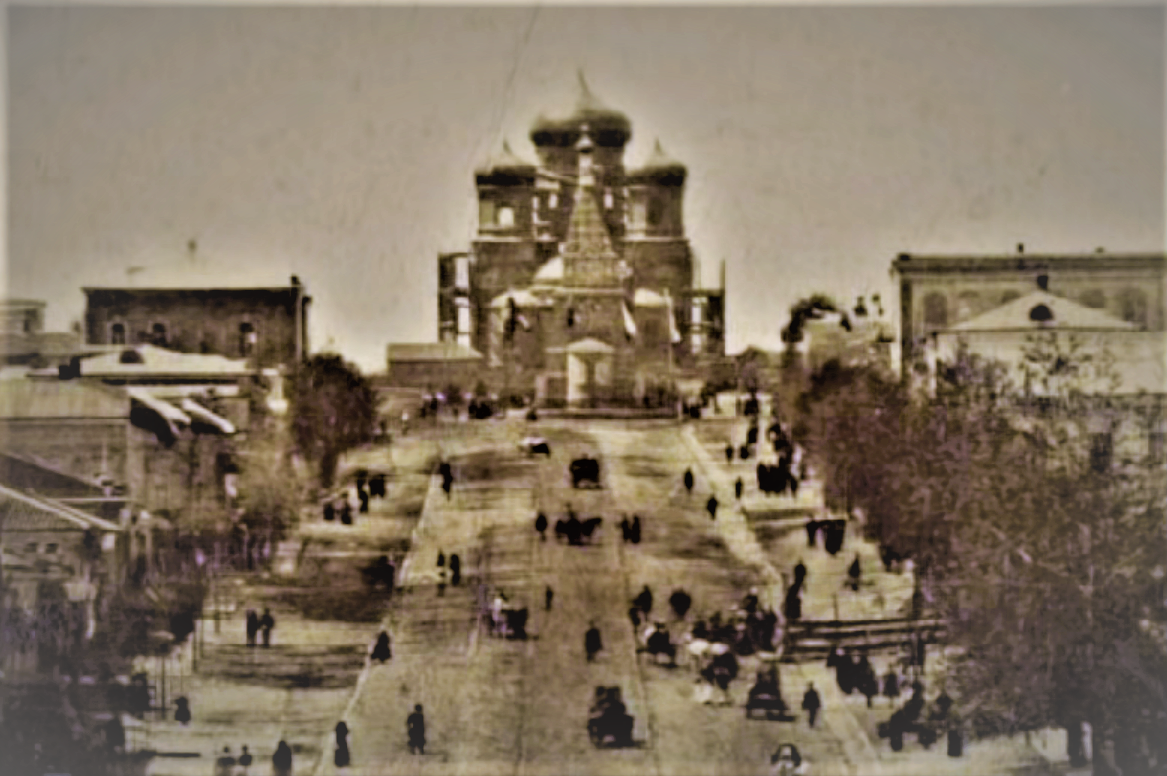
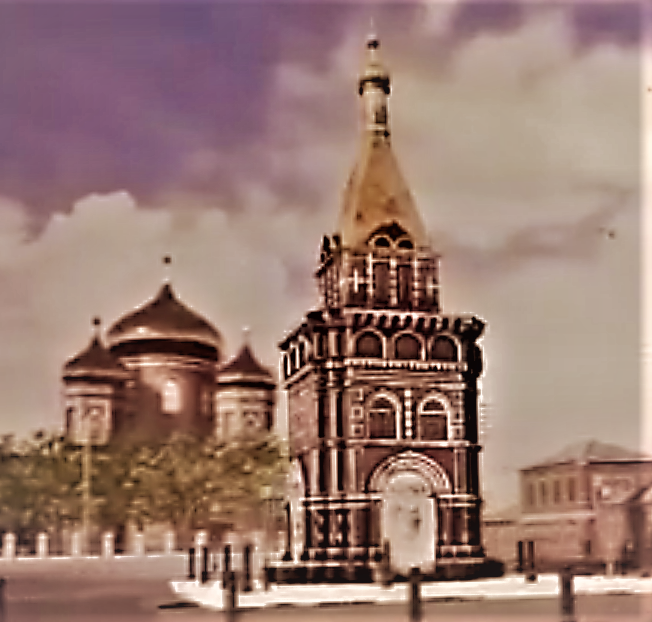
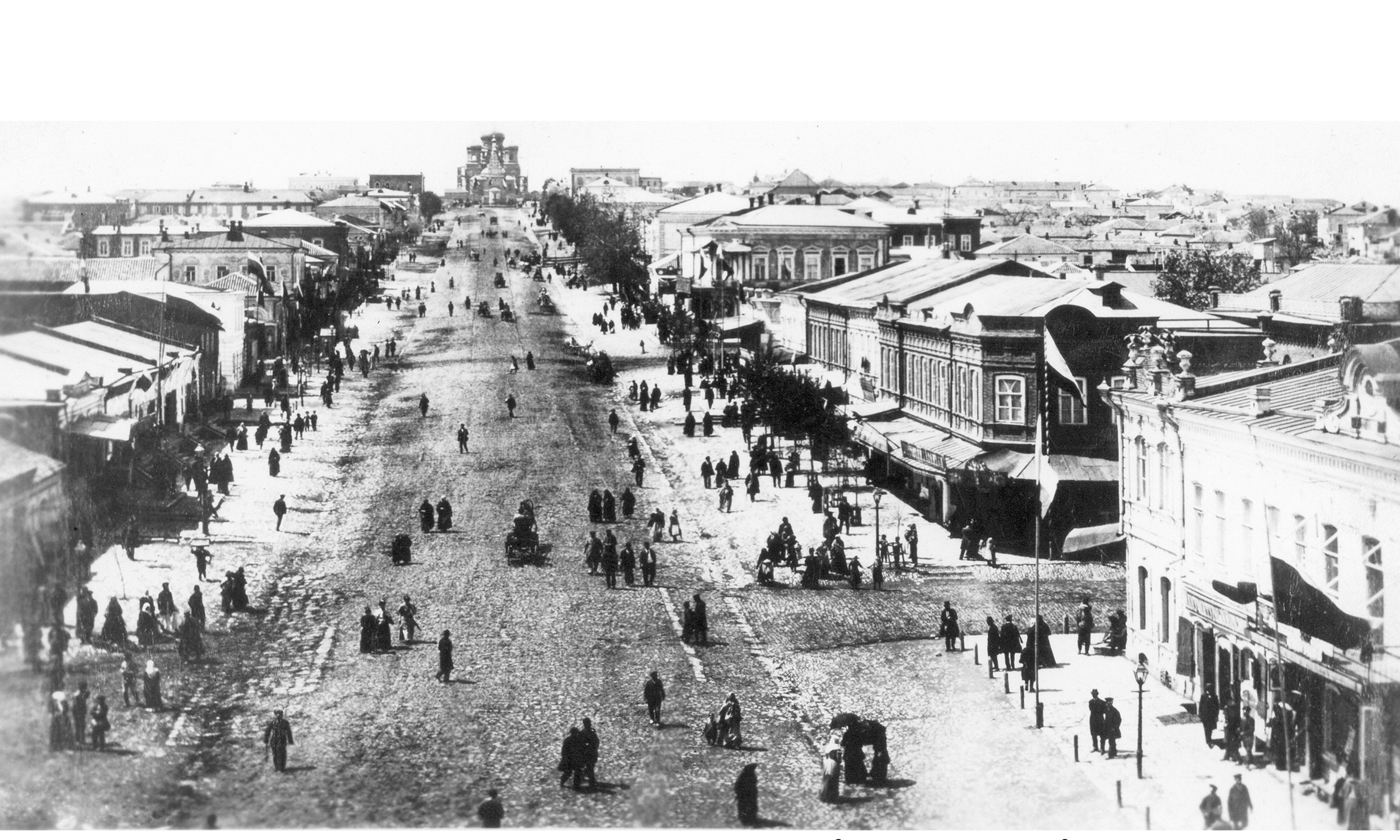